# 한국여자프로농구 2013-14
2013-2014 KDB생명 여자프로농구는 대한민국 프로농구의 13-14시즌이며 23번째 한국여자프로농구 시즌이다. 2013년 11월 10일에 개막했으며 2014년 3월 29일까지 진행되었다.

## 변경된 점
- 프로 선수들의 처우 개선을 통해 여자농구에 대한 관심을 끌어올리고, 이를 저변확대로 이어간다는 방침 속에 최고 연봉을 샐러리캡(12억원)의 25%인 3억원으로 인상하고, 최저 연봉을 종전 2400만원에서 3000만원으로 올렸다. 이는 고액 연봉자와 최저 연봉자의 격차를 줄이고, FA제도 개선을 통해 선수의 이동을 활성화 하여 구단 간 전력 평준화를 유도하기 위해서이기도 하다.[1][2]
- 보상 자유계약(FA)선수 규정이 변경되었다. 보상 FA선수 이적 시 선수 보상을 원하는 경우 보호 선수를 4명까지 지정할 수 있었던 기존 규정에 공헌도 순위에 따른 차등을 적용했다. 당해 연도 공헌도 서열 20위 이내의 보상 FA 선수의 경우 4명을, 당해 연도 공헌도 21위 이하의 보상 FA선수 중 전년도 서열이 30위 이내 선수의 경우 5명을 지정할 수 있도록 변경했다.[2]

## 선수 변화

### 이적
- 4월 18일, 삼성생명 FA 이유진, 원 소속구단인 삼성생명과 계약결렬, 하나외환과 계약(3년)
- 4월 18일, KDB생명 FA 김보미, 원 소속구단인 KDB생명과 계약결렬, 하나외환과 계약(3년)
- 8월 2일, 우리은행 배혜윤 <=> 삼성생명 이선화 1:1 트레이드
- 12월 4일, 신한은행 최희진 <=> 삼성생명 박다정 1:1 트레이드

### 은퇴
| 선수   | 마지막 소속팀          |
| ------ | ---------------------- |
| 박정은 | 용인 삼성생명 블루밍스 |
| 김지윤 | 부천 하나외환          |
| 양정옥 | 부천 하나외환          |

## 정규리그
정규리그는 2013년 11월 10일 개막하였으며, 2013년 3월 17일까지 진행되었다. 아산 우리은행 위비가 정규리그 2연패를 달성했다.
| 순위 | 팀                     | 경기 | 승 | 패 | 승차 | 참가 자격 및 강등  |
| ---- | ---------------------- | ---- | -- | -- | ---- | ------------------ |
| 1    | 춘천 우리은행 한새     | 35   | 25 | 10 | —    | 챔피언 결정전 진출 |
| 2    | 인천 신한은행 에스버드 | 35   | 21 | 14 | 4    | 플레이오프 진출    |
| 3    | 청주 KB 스타즈         | 35   | 20 | 15 | 5    | 플레이오프 진출    |
| 4    | 용인 삼성생명 블루밍스 | 35   | 17 | 18 | 8    |                    |
| 5    | 구리 KDB생명 위너스    | 35   | 14 | 21 | 11   |                    |
| 6    | 부천 하나외한          | 35   | 8  | 27 | 17   |                    |